# Oberhausen (Wallhalben)

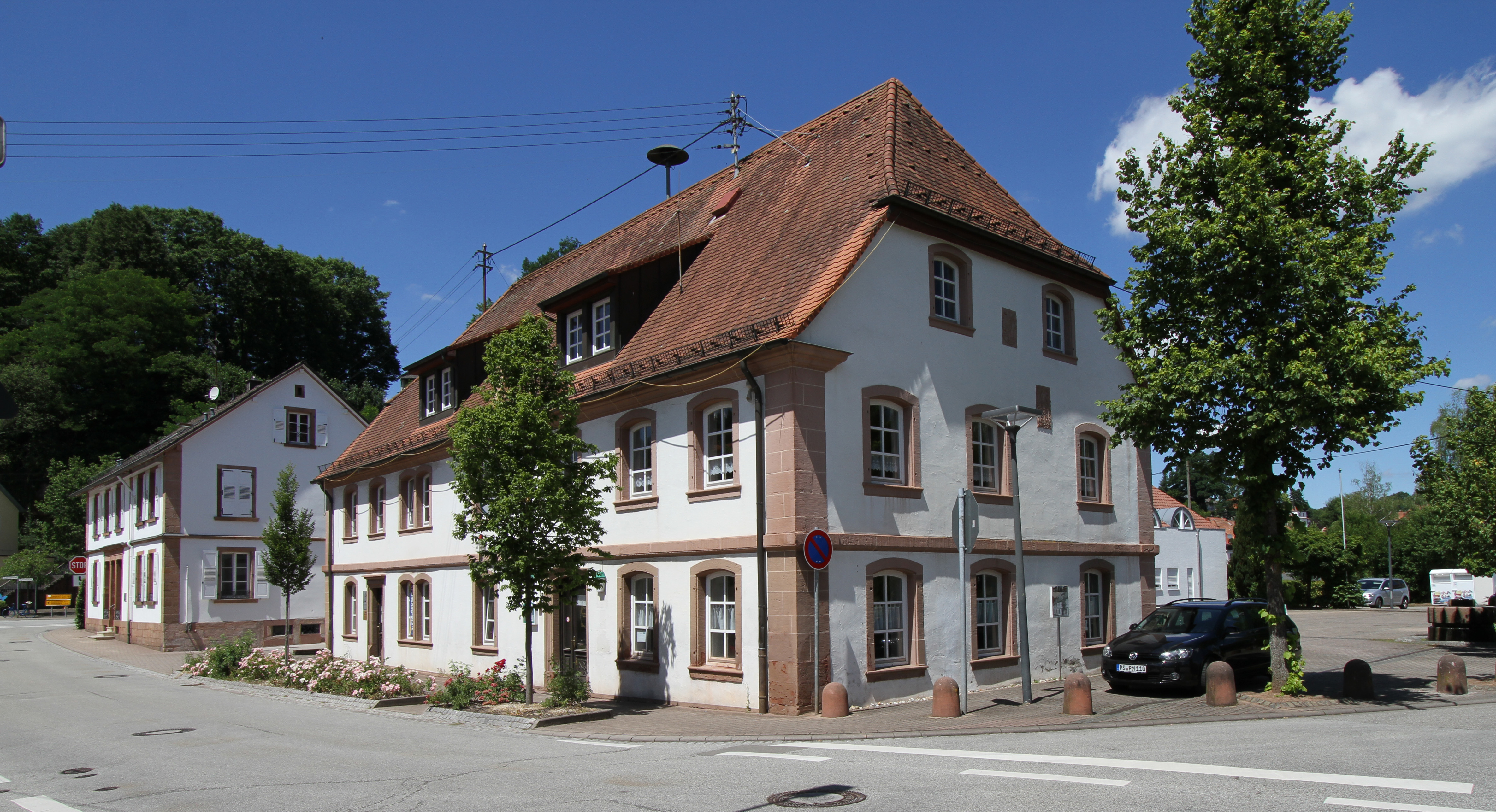
Zweibrücker Straße

Oberhausen ist ein Ortsteil der Ortsgemeinde Wallhalben im Landkreis Südwestpfalz in Rheinland-Pfalz.

## Lage
Oberhausen befindet sich im Westen des Gemeindegebiets auf der Sickinger Höhe und ist baulich mit dem Kernort zusammengewachsen; lediglich die Wallhalb stellt eine räumliche Trennung dar. Mitten durch das Siedlungsgebiet fließt im West-Ost-Richtung der Hermersbach, der ein orographisch rechter Nebenfluss der Wallhalb ist.

## Geschichte
Bis 1792 gehörte der Ort zu Pfalz-Zweibrücken. Von 1798 bis 1814, als die Pfalz Teil der Französischen Republik (bis 1804) und anschließend Teil des Napoleonischen Kaiserreichs war, war Oberhausen in den Kanton Zweibrücken eingegliedert. 1815 hatte der Ort 248 Einwohner. Anschließend wechselte der Ort in das Königreich Bayern. Von 1818 bis 1862 war der Ort Bestandteil des Landkommissariat Zweibrücken, das anschließend in ein Bezirksamt umgewandelt wurde. Ab 1938 war der Ort Bestandteil des Landkreises Zweibrücken. Nach dem Zweiten Weltkrieg wurde Oberhausen innerhalb der französischen Besatzungszone Teil des damals neu gebildeten Landes Rheinland-Pfalz. Im Zuge der ersten rheinland-pfälzischen Verwaltungsreform wurde der Ort am 1. April 1968 mit der zuvor im Landkreis Pirmasens befindlichen Nachbargemeinde Wallhalben zur neuen Ortsgemeinde Wallhalben-Oberhausen zusammengelegt. Vier Jahre später wurde die Gemeinde in Wallhalben umbenannt. im selben Jahr wechselte sie bedingt durch die Auflösung des Landkreises Zweibrücken in den Landkreis Pirmasens, der seit 1997 „Landkreis Südwestpfalz“ heißt.

## Infrastruktur
Vor Ort stehen insgesamt elf Objekte unter Denkmalschutz, darunter das Ludwig-Katz-Haus. Sie befinden sich alle in der Landstuhler Straße und in der Zweibrücker Straße.